# Makeni
Makeni és una ciutat de Sierra Leone, capital del districte de Bombali. És també el centre administratiu i la ciutat principal de la província del Nord. Amb 123.840 habitants segons el cens del 2006, era la cinquena ciutat més poblada del país, després de Freetown, Bo, Kenema i Koidu Town.
La població de la ciutat és ètnicament diversa, si bé els grups principals hi són el temne i el limba. La llengua principal que s'hi parla és el krio, un llenguatge crioll barreja d'anglès i llengües africanes, que actua de facto com a llengua nacional.
L'actual president de Sierra Leone, Ernest Bai Koroma, va néixer en aquesta ciutat.